# Comté de Geary
Le comté de Geary est l’un des 105 comtés de l’État du Kansas, aux États-Unis. Fondé le 7 mars 1889, il a été nommé en hommage à l'homme politique John W. Geary (1819-1873), avocat, premier maire de San Francisco, gouverneur du Territoire du Kansas, gouverneur de la Pennsylvanie et général dans l’Armée de l'Union lors de la guerre de Sécession.
Siège et plus grande ville : Junction City.

## Géolocalisation
| Comté de Clay      | Comté de Riley  |                    |
| Comté de Dickinson | Comté de Geary  | Comté de Wabaunsee |
|                    | Comté de Morris |                    |